# وزارة التعليم العالي (فرنسا)
وزارة التعليم العالي والبحث العلمي في فرنسا هي الجهة المسؤولة عن وضع وتنفيذ السياسات الحكومية المتعلقة بتطوير التعليم العالي والبحث العلمي. يمكن للحكومة الفرنسية أن تُعيِّن وزيرًا للتعليم العالي والبحث (MESR) لتحمل هذه المسؤولية، والذي يتولى تحديد وتنفيذ السياسات التي تهدف إلى توفير الجميع للمعرفة ورفع مستوى التعليم العالي في البلاد.
تاريخيًا، ظهرت وظيفة وزير التعليم العالي والبحث العلمي تدريجيًا منذ السبعينيات، حيث تم تعزيز دورها وتأكيد أهميتها في النظام التعليمي والبحثي الفرنسي. وفي بعض الحكومات، يُعيِّن هذا المنصب وزير دولة يعمل تحت إشراف وزير التربية الوطنية، وفقًا للتوجيهات والسياسات العامة للحكومة.
الوزيرة الحالية للتعليم العالي والبحث العلمي في فرنسا هي سيلفي ريتالو، التي تولت المنصب في 20 مايو 2022، وتعمل على قيادة الجهود المستمرة لتطوير التعليم العالي وتعزيز البحث العلمي في البلاد.

## تاريخ
حكومة الجبهة الشعبية في عام 1936 كانت تتضمن وزيراً مساعداً للبحث العلمي بجانب وزير التربية الوطنية، ولكن هذا المنصب اختفى في يونيو 1937. تحت حكومة بيير مانديس فرانس، ابتداءً من عام 1954، كان هناك في بعض الحكومات وزارة دولة مكلفة بالبحث العلمي والتقدم التقني.
ظهر وزير للبحث العلمي الكامل الصلاحية في حكومة جورج بومبيدو الأولى. منذ ذلك الحين، ظهرت البحوث في عدة حكومات تحت عناوين الوزارات أو الوزارات المفوضة، بجانب "المسائل الذرية والفضائية" أو مجتمعة مع الصناعة أو التعليم العالي.
ظهر وزير دولة مستقل للجامعات في حكومة جاك شيراك في عام 1974 قبل أن يصبح وزيرًا كامل الصلاحية في عام 1978 في حكومة ريمون بار. ابتداءً من عام 1981، أصبح التعليم العالي مرتبطًا مجددًا بوزارة التربية الوطنية، على الرغم من أن لديه استقلالية معينة في إطار وزير مفوض أو وزير دولة. تم إنشاء وزير للتعليم العالي والبحث لأول مرة في عام 1993، ضمن حكومة إدوارد بالادور. وقد أُعيد إنشاؤه في عام 2007 في حكومات فرانسوا فيون والمحافظ في حكومات جان مارك أيرو، من عام 2012 إلى 31 مارس 2014، ثم مرة أخرى منذ مايو 2017.
بين أبريل 2014 ومايو 2017، في حكومات مانويل فالس وحكومة برنار كازنوف، كان هناك وزير دولة مكلف بالتعليم العالي والبحث بجانب وزيرة التربية الوطنية والتعليم العالي والبحث.

## الإدارة
يمتلك وزير التعليم العالي والبحث العلمي سلطة على إدارة التعليم العالي والإدماج المهني العامة، وعلى إدارة البحث والابتكار العامة، وعلى مكتب الوزارة. كما يمتلك سلطة مشتركة مع وزير التربية الوطنية على الأمور التالية: الأمانة العامة، والتفتيش العام لإدارة التربية الوطنية والبحث العلمي، بالإضافة إلى الوسيط الوطني للتربية الوطنية والتعليم العالي، وعلى المسؤول العالي للدفاع والأمن، وعلى المهمة الوزارية للتدقيق الداخلي.